# Oreocharis dentata
Oreocharis dentata är en tvåhjärtbladig växtart som beskrevs av A.L. Weitzman och L.E. Skog. Oreocharis dentata ingår i släktet Oreocharis och familjen Gesneriaceae. Inga underarter finns listade i Catalogue of Life.